# 路沙卡議定書
《路沙卡議定書》（英語：Lusaka Protocol）於1994年10月31日在尚比亞路沙卡草簽。該議定書試圖通過整合爭取安哥拉徹底獨立全國聯盟（UNITA，簡稱安盟）並解除武裝且開始民族和解來結束安哥拉內戰。安哥拉政府與安盟雙方於1994年11月15日簽署了停戰協議，以作為該議定書的一部分。而《路沙卡議定書》於1994年11月20日正式簽署。

## 談判
到1993年底，安盟可以在安哥拉70%以上的地區開展行動和襲擊，但1994年安哥拉政府的軍事勝利迫使安盟求和。到1994年11月，政府已經控制了該國60%的地區。安盟領導人若納斯·薩文比稱當前局勢是安盟成立以來“最嚴重的危機”。薩文比不願親自簽署該議定書，而是讓前安盟秘書長尤金尼奧·馬努瓦科拉代替他簽署。而安哥拉總統若澤·愛德華多·多斯桑托斯則以安哥拉外交部長韋南西奧·德莫拉代表安哥拉人民解放運動作為回應。據馬努瓦科拉說，薩文比希望他充當代罪羔羊。
1994年11月15日，辛巴威總統羅伯·穆加比和南非總統納爾遜·曼德拉在路沙卡會面，此舉具有象徵意義，旨在加強對該議定書的支持。穆加比和曼德拉都表示願意與薩文比會面；曼德拉邀請薩文比來南非，但他因擔心因戰爭罪被捕而沒有前往。

## 條款
根據該議定書，安哥拉政府和安盟將停火並復員。5500名安盟成員，包括180名武裝分子，將加入安哥拉國家警察，1200名安盟成員，包括40名武裝分子，將加入快速反應警察部隊，安盟將軍將成為安哥拉武裝部隊軍官。外國僱傭軍將返回本國，各方將停止獲取外國武器。該議定書為安盟政治家提供了住所。
該議定書成立了一個由安哥拉政府、安盟和聯合國官員組成的聯合委員會，並由葡萄牙、美國和俄羅斯政府觀察，以監督其實施。委員會將討論和審查違反議定書規定的行為。